# Albtal-Verkehrs-Gesellschaft
Albtal-Verkehrs-Gesellschaft mbH , AVG — німецька залізнична компанія, що працює в землях Баден-Вюртемберг і Рейнланд-Пфальц, заснована в 1957 році для забезпечення перевезень Альбтальбаном та залишається виключною власністю міста Карлсруе.
З 1994 року AVG також обслуговує двосистемні трамваї на коліях Deutsche Bahn, тоді як лініями міського трамваю (і однією приміською лінією — S2) керує Verkehrsbetriebe Karlsruhe.

## Діяльність
Альбтальбан побудований в 1896-1898 рр. як вузькоколійна (1000 мм) залізниця, що сполучає Карлсруе-Головний через Рюппюрр з Еттлінгеном, а потім розгалужується в Нейроді до Бад-Герренальбу та Пфорцгайму (маршрут через Лангенштейнбах та Іттерсбах). 
Вже на початку XX століття залізниця електрифікована. 
Електрифікація виконана Badische Lokal-Eisenbahnen Aktien-Gesellschaft (BLEAG). 
У 1931 році через фінансові проблеми, під час Великої депресії, дистанцію Іттерсбах — Пфорцгайм продано місту Пфорцгайм і закрито в 1968 році.
У 1932 році компанія BLEAG оголосила про банкрутство , а частина Альбтальбан, що залишилася, передана Deutsche Eisenbahn-Betriebsgesellschaft (DEBG). 
У 1957 році місто Карлсруе придбало застарілу залізницю і в 1957-1964 рр. (залізницю розширено до Бад-Герренальба), її перешили на стандартну колію, яка обслуговується адаптованим трамвайним рухомим складом. 
У 1975 році була завершена реконструкція колії до Іттерсбаху.
На додаток до лінії Альбтальбану, AVG володіє або орендує кілька інших ліній (Мургтальбан, Енцтальбан, Крайхгаубан), а на багатьох лініях змішаний рух із Deutsche Bahn. 
Більшість ліній, які обслуговує AVG, також обслуговується Karlsruher Verkehrsverbund.

## Операції

### Інфраструктура
На додаток до кількох маршрутів, які обслуговує Karlsruhe Stadtbahn, AVG керує 15-кілометровим Віслаутербан від Гінтервайденталь-Ост до Бунденталь-Румбах. 
DB Regio здійснює пасажирські перевезення там сезонно.
AVG має під орудою наступну залізничну та трамвайну інфраструктуру:

| Лінія                              | Номер маршруту | Маршрут | Довжина         | Відкриття              | Під орудою AVG  | Електрифікація           | Операції                                                              | Примітки                                                          |
| ---------------------------------- | -------------- | --- | --------------- | ---------------------- | --------------- | ------------------------ | --------------------------------------------------------------------- | ----------------------------------------------------------------- |
| Albtalbahn                         | 9420           | Карлсруе-Альбтальбангоф – Етлінген – Бузенбах – Бад-Герренальб                                                                       | 25,619 км       | 1897, 1898             | 1957            | 750 V =                  | Штадтбан S1, S11, S12, індивідуальні поїздки S31/32, вантажний трафік |                                                                   |
| Залізниця Бузенбах — Іттерсбах     | 9421           | Бузенбах – Райхенбах – Лангенштейнбах – Іттерсбах                                                                                    | 14,147 км       | 1899                   | 1957            | 750 V =                  | Штадтбан S11, S12                                                     |                                                                   |
| Еттлінгенська сполучна колія       | 9422           | Еттлінген-Вест – Еттлінген-штадт | 1,384 км        | 1885, 1887             | 1957            | 750 V =                  | Вантажний трафік, індивідуальні поїздки на трамваїв S11, S12          |                                                                   |
| Гардтбан                           | 4025           | Карлсруе-Мюльбург – Нойройт-Вельшнойройтер-штрассе                                                                                   | 4,709 км        | 1913                   | 2001            | немає                    | Вантажний трафік                                                      |                                                                   |
| Гардтбан                           | 9429           | Карлсруе-гауз-Бетлегем – Нойройт – Леопольдсгафен – Лінкенгайм-Фрідріхштрассе – Нойройт – Леопольдсгафен – Лінкенгайм-Фрідріхштрассе | 10,993 км       | 1870, 1913, 1986, 1989 | 1987            | 750 V =                  | Лінії штадтбану S1, S11, вантажний трафік                             |                                                                   |
| Гардтбан                           | 9429           | Кампус Леопольдсгафен–KIT-Норт | 2,056 км        | 1989                   | 1989            | 750 V =                  | індивідуальні поїздки ліній штадтбану S1, S11                         |                                                                   |
| штадтбан Лінкенгайм – Гокштеттен   | –              | Лінкенгайм-Фрідріхштрассе – станція Гокштеттен                                                                                       | 1,9 км          | 1989                   | 1989            | 750 V =                  | Лінії штадтбану S1, S11                                               |                                                                   |
| Нагольдтальбан                     | 4850           | Пфорцгайм-Гол.– Бретцинген-Мітте | 2,049 км        | 1868                   | 2000 (в оренді) | 15 kV/16,7 Hz ~          | Лінія штадтбану S6, Regionalbahn MEX17a, RB74                         |                                                                   |
| Енцтальбан                         | 4851           | Бретцинген-Мітте – Ноєнбюрг – станція Бад-Вільдбад                                                                                   | 21,654 км       | 1868                   | 2000 (в оренді) | 15 kV/16,7 Hz ~          | Лінія штадтбану S6, індивідуальні поїздки Regionalbahn MEX17a         |                                                                   |
| штадтбан Бад-Вільдбаду             | –              | Станція Бад-Вільдбад – курортний парк Бад-Вільдбад                                                                                   | 0,7 км          | 2003                   | 2003            | 750 V =                  | Лінія штадтбану S6                                                    |                                                                   |
| Крайхгаубан                        | 4201, 4950     | Карлсруе-Грецинген – Бреттен – Еппінген – Гайльбронн-Гол.                                                                            | 63,872 км       | 1878–1890              | 1996 (в оренді) | 15 kV/16,7 Hz ~          | Лінії штадтбану S4, S5, S51, Regional-Express RE45                    |                                                                   |
| Крайхтальбан (включно з Кацбахбан) | 9412           | Станція Брухсаль – Убштадт-Орт – Оденгайм                                                                                            | 15,2 км         | 1896                   | 1994            | 15 kV/16,7 Hz ~          | Лінії штадтбану S31, S32                                              |                                                                   |
| Крайхтальбан (включно з Кацбахбан) | 9413           | Убштадт-Орт – Менцинген | 14,699 км       | 1896                   | 1994            | 15 kV/16,7 Hz ~          | Лінія штадтбану S32                                                   |                                                                   |
| Кребсбахтальбан                    | 9410           | Неккарбішофсгайм-Північний – Обергімперн – Гюффенгардт                                                                               | 16,9 км         | 1902                   | 2024            | немає                    | Екскурсійний рух, планується: штадтбан                                |                                                                   |
| Мургтальбан                        | 4240           | Раштат – Форбах – Фройденштадт-Гол.                                                                                                  | 57,075 км       | 1869–1928              | 2000 (в оренді) | 15 kV/16,7 Hz ~          | Лінії штадтбану S8, S81, Regional-Express RE40, Regionalbahn RB41     |                                                                   |
| Пфінцтальбан                       | 9496           | Карлсруе-Гретцинген-Обераусштрассе – Берггаузен – станція Зеллінген                                                                  | 5,021 км        | 1997                   | 1997            | 15 kV/16,7 Hz ~          | Лінії штадтбану S5, S51                                               | Одноколійний, паралельний маршруту 4200                           |
| Штадтбан Неккарзульму              | 4914           | Гайльбронн-Кауфланд – Неккарзульм AVG                                                                                                | 2,288 км        | 2013                   | 2013            | 15 kV/16,7 Hz ~, 750 V = | Лінії штадтбану S41, S42, вантажний трафік                            |                                                                   |
| Маульбронн-Вест — Маульбронн       | 4841           | Маульбронн-Вест — Маульбронн-штадт                                                                                                   | 2,792 км        | 1914                   | 1998            | немає                    | Екскурсійний рух, лінія Regionalbahn RB72                             |                                                                   |
| Віслаутербан                       | 3312           | Гінтервайденталь-Ост – Бунденталь-Румбах                                                                                             | 15,048 км       | 1911                   | 2007 (в оренді) | немає                    | Екскурсійний рух, лінія Regionalbahn RB56                             |                                                                   |
| Штайнбург — Раштат                 | 4242           | Раштат– Вінтерсдорф | 5,290 км        | 1895                   | ?               | немає                    |                                                                       | між Вінтерсдорфом та інфраструктурою DB на державному кордоні     |
| штадтбан Верту                     | –              | Верт — Верт-Бадепарк | 2,7 км          | 1997, 2003             | 1997            | 750 V =                  | Лінія штадтбану S5                                                    |                                                                   |
| Штадтбан Райнштеттену              | –              | Карлсруе-Дорнрешенвег – Форхгайм – Мерш-Бах-Вест                                                                                     | 6,4 км          | 1989, 1991, 1999       | 1989            | 750 V =                  | Лінія штадтбану S2 (VBK)                                              |                                                                   |
| Штадтбан Штутензе                  | –              | Школа верхової їзди Карлсруе – Бланкенлох – Шпек                                                                                     | 10,7 км         | 1997, 2005             | 1997            | 750 V =                  | Лінія S2 (VBK)                                                        | Маршрут паралельний залізниці Мангайм — Раштат                    |
| Залізниця Герман — Гессе           | ?              | Через місто Кальв | приблизно 20 км | Ремонтується           | –               | немає                    | планується: регіональна електричка                                    | Триває відновлення, маршрут належить асоціації Hermann-Hesse-Bahn |

### Пасажирський трафік
Трафік лініями здійснюється на основі моделі Карлсруе:
| Лінія                    | Маршрут | Рухомий склад                       |
| ------------------------ | --- | ----------------------------------- |
| S1                       | Гохштеттен – Еггенштайн-Леопольдсгафен – Карлсруе – Еттлінген – Бузенбах – Бад-Герренальб | NET 2012                            |
| S11                      | Гохштеттен – Еггенштайн-Леопольдсгафен – Карлсруе – Еттлінген – Бузенбах – Райхенбах – Лангенштейнбах – Іттерсбах | NET 2012                            |
| S12                      | Карлсруе-Райнгафен – Карлсруе-Європаплац – Карлсруе-Альбтальбангоф – Еттлінген – Бузенбах – Райхенбах – Лангенштейнбах – Іттерсбах | NET 2012                            |
| S31                      | Оденхайм – Брухзаль – Карлсруе-Дурлах – Карлсруе-Головний | GT8-100C/2S, GT8-100D/2S-M          |
| S32                      | Менцінген (Баден) – Брухзаль – Карлсруе-Дурлах – Карлсруе-Головний | GT8-100C/2S, GT8-100D/2S-M          |
| S4                       | Карлсруе-Альбтальбангоф – Карлсруе-Гол.-Форплац – Карлсруе-Марктплац – Карлсруе-Дурлах – Бреттен – Еппінген – Гайльбронн – Еринген – Еринген-Каппель | GT8-100D/2S-M, ET 2010              |
| S41                      | Гайльбронн-Гол./Вілі-Брандт-Плац – Гайльбронн-Технішес-Шульцентрум – Неккарзульм – Бад-Фридриксгалль – Мосбах-Неккарельц – Мосбах-станція | ET 2010                             |
| S42                      | Гайльбронн-Гол./Вілі-Брандт-Плац – Гайльбронн-Технішес-Шульцентрум – Неккарзульм – Бад-Фридриксгалль – Бад-Раппенау – Зінсгайм-Гол. | ET 2010                             |
| S5                       | Пфорцгайм – Ремхінген – Пфінцталь – Карлсруе – Верт-Бадепарк | GT8-100D/2S-M, ET 2010              |
| S51                      | Гермерсгайм - Зондернгайм - Белльгайм - Рюльцгайм - Райнзаберн - Йокгрім - Верт-на-Рейні - Карлсруе-Райнбергштрассе - Карлсруе-Сіменс - Карлсруе-Ентенфанг - Карлсруе-Йоркштрассе - Карлсруе-Марктплац - Карлсруе-Туллаштрассе - Гретцінген - Зеллінген - Вільфердінген-Зінген - Пфорцгайм | GT8-100D/2S-M, ET 2010              |
| S52                      | Гермерсгайм – Зондернгайм – Белльгайм – Рюльцгайм – Рейнзаберн – Йокгрім – Верт-на-Рейні – Карлсруе-Західний – Карлсруе-Альбтальбангоф – Карлсруе-Гол.-Форплац – Карлсруе-Еттлінгер-тор – Карлсруе-Марктплац                                                                               | GT8-100D/2S-M, ET 2010              |
| S6                       | Пфорцгайм – Ноєнбург – Бад-Вільдбад | GT8-100D/2S-M                       |
| S7                       | Карлсруе-Туллаштрассе – Карлсруе-Марктплац – Карлсруе-Гол.-Форплац – Дурмерсгайм – Раштат – Баден-Баден – Ахерн | GT8-100C/2S, GT8-100D/2S-M, ET 2010 |
| S71                      | Карлсруе-Головний – Еттлінген-Вест – Раштат – Баден-Баден – Ахерн | GT8-100C/2S, GT8-100D/2S-M, ET 2010 |
| S8                       | Карлсруе-Туллаштрассе – Карльсруе-Марктплац – Карльсруе-Гол.-Форплац – Дурмерсгайм – Раштат – Гаггенау – Гернсбах – Форбах (Шварцвальд) – Байерсбронн – Фройденштадт – Бондорф (Герренберг)                                                                                                | GT8-100D/2S-M                       |
| S81                      | Карлсруе-Головний – Еттлінген-Західний – Раштат – Форбах (Шварцвальд) – Байерсбронн – Фройденштадт – Бондорф (Герренберг) | GT8-100C/2S, GT8-100D/2S-M          |
| Freizeitexpress Albtäler | Менцінген/Оденгайм – Убштадт-Орт – Карлсруе-Головний – Еттлінген-штат – Бузенбах – Бад-Герренальб | GT8-100C/2S, GT8-100D/2S-M          |

Експлуатація лінії S2 штадтбану здійснюється Verkehrsbetriebe Karlsruhe від імені AVG. 
AVG є власником дистанцій Райнстрандзидлунг – Райнштеттен і Зінсгаймер-штрассе – Штутензе.
Після зміни розкладу 9 червня 2019 року лінія S5 курсує лише до Пфорцгайм-Гол. 
До зміни розкладу у 2022 році потяги лінії S34 курсували лише окремими рейсами вранці та увечорі між Бреттеном і Брухзалем, перш ніж вони були повністю скасовані, після чого також була скасована дистанція Бреттен – Мюлаккер.
Ці секції були частиною тендеру Stuttgarter Netze Лот 1.